# Glaphyria crambidalis
Glaphyria crambidalis là một loài bướm đêm trong họ Crambidae.